# Intellect agent
La notion d’intellect agent vient du commentaire d'Averroès, dans son exégèse du traité d’Aristote, De l'âme, III, 5, où sont employés les mots τὸ αἴτιον καὶ ποιητικόν, rendus dans la version arabo-latine par « causa et agens » : de là provient l’expression latine intellectus agens dérivée de l’arabe, pour traduire le grec νοῦς ποιητικός. Selon Augustin Mansion, « il est clair que dans le latin dérivé de l’arabe, le sens original du grec a été faussé. » L’expression grecque d’Aristote νοῦς ποιητικός désigne exactement la fonction productrice de l’Intellect. Ce n'est pas encore la pensée ni l’activité de penser, mais la fonction qui produit les formes intelligibles (noêta), les entités abstraites (dont theos - le divin) requises à l’exercice de la pensée : elle permet la saisie de l'intelligible, du pensable, comme la lumière permet la saisie du visible, du perçu. L'expression d’« intellect agent » ou « actif » provient d’une traduction fautive, passée dans l’usage de la scolastique ; elle induit en erreur : il ne s’agit pas de l’activité de penser dans chaque homme individuel, mais de la pure essence de l’Intellect à l’état séparé. Car l'intelligence humaine ne peut, selon Aristote, se porter directement sur les Formes intelligibles qui subsistent par elles-mêmes. C’est pourquoi cette fonction productive relève du domaine de l’âme humaine ; c’est un principe actif conçu comme immanent et transcendant à la fois. Il se distingue de l'intellect patient (ou passif) qui ne fait que recueillir les connaissances venues des sens.
Aristote le présente en effet comme transcendant, il paraît échapper à notre pensée consciente d'homme, aux images, au corps, car il est « séparé, impassible et sans mélange » (De l'âme, III, 5, 430 a 18), toujours en acte, « seul immortel et éternel » (De l'âme, III, 5), et il vient du dehors dans le corps du fœtus (Génération des animaux, II, 3, 736 b 28).

## Aristote
L'âme a quatre facultés : nutritive (végétative), sensitive (perceptive), appétitive (motrice), intellective (cogitative). « L'âme (...) se définit par les fonctions nutritive, sensitive, cogitative et par le mouvement »,.
L'âme intellective (l'esprit cogitatif, la partie pensante) comprend un « intellect patient » (passif) et un « intellect agent » (actif) : « Il y a d'un côté l'intelligence caractérisée par le fait qu'elle devient toutes choses, et, de l'autre, celle qui se caractérise par le fait qu'elle produit toutes choses, comme une sorte d'état comparable à la lumière ». L'expression "intellect patient" (noûs pathêtikos) vient d'Aristote,, comme "intellect agent",, encore qu'Aristote dise "intellect impassible" (noûs apathês), et Alexandre d'Aphrodise "intellect créatif" (noûs poiêtikos). En latin scolastique : Intellectus agens. (« Sans l'intellect agent, rien ne pense »),. L'intellect est « la partie de l'âme qui permet de connaître et de penser » ; il y a identité de l'intellect et de l'intelligible en acte. L'intellect agent est "substantiellement activité" et il est "la seule chose immortelle et éternelle" ,; il s'identifie avec l'intelligible ; il est "analogue à la cause efficiente" parce qu'il produit tous les intelligibles. L'intellect patient (De l'âme, III, 5), lui, a des productions qui dépendent des sens et de l'imagination, il dépend de l'intellect agent, il est passif ; il est "analogue à la matière, par le fait qu'il devient tous les intelligibles". D'un côté la forme, de l'autre la matière. D’après le Livre II de La génération des animaux, l'intellect entre dans la « semence mâle de l'extérieur », au moment de la formation de l'embryon.

## Les commentateurs
Selon Alexandre d'Aphrodise l'âme n'est que la forme d'un mélange d'éléments physiques qui se défait en même temps que ce mélange. L'âme est donc mortelle ! Alexandre d'Aphrodise distingue cinq sortes d'intellect :
- 1) l'intellect en puissance, ou matériel, qui reçoit passivement les formes et qui est comparable à une table rase. "L'intellect en puissance, que nous possédons dès la naissance... est appelé intellect matériel (hylikós noûs) et il est réellement tel (car tout ce qui est réceptif d'autre chose est matière eu égard à cette autre chose)" ;
- 2) l'intellect acquis, ou intellect comme disposition, qui naît du contact de l'intelligence avec l'universel lorsqu'elle sépare par abstraction les formes de la matière : c'est une sorte de pensée en puissance. "L'autre intellect, qui s'acquiert par l'enseignement et l'usage, est la forme et le perfectionnement du précédent" (De anima, p. 81 édi. Bruns) ;
- 3) l'intellect en acte : c'est la pensée en acte ;
- 4) l'intellect agent, cause faisant passer à l'acte les intelligibles en puissance ; ce n'est pas une faculté de l'âme, mais la pensée pure en acte, identifiable au Dieu d'Aristote.
- 5) l'intellect clé qui permet d'accéder aux réalités supérieures de la Nature.

Al-kindî (801-873), dans son Traité de l'intellect, distingue un intellect agent unique pour tous les hommes et un intellect possible dont chaque être humain est doté. La connaissance est le résultat de leur conjonction.
Avicenne distingue intellect hylique, intellect par habitus, intellect acquis, intellect actif. "Nous disons que la faculté contemplative dans l'homme passe de la puissance à l'acte par l'illumination (inârah) d'une substance dont la nature est de produire de la lumière."
Selon Averroès, il faut distinguer :
"Il y a dans l'âme trois parties d'intellect : l'une est l'intellect récepteur [intellect patient], la deuxième est efficiente [intellect agent], la troisième est produite [intellect matériel]."
- 1) l'intellect matériel (ou intellect possible, potentiel), qui existe toujours en acte. "Il [Aristote] dit : 'J'appelle intellect ce par quoi nous distinguons et concevons'... Je parle donc de la faculté par laquelle nous distinguons les choses théoriques et pensons aux choses pratiques que nous accomplirons dans le futur... La définition de l'intellect matériel est : ce qui est en puissance toutes les 'intentions' des formes matérielles universelles et n'est en acte aucun étant avant de l'avoir conçu... [Cela] a conduit Théophraste, Thémistios et plusieurs commentateurs à soutenir que l'intellect matériel était une substance inengendrable et incorruptible... L'intellect est un en nombre dans tous les hommes individuels [monopsychisme] et n'est ni engendrable ni corruptible, tandis que les intelligibles existant en lui en acte (et c'est l'intellect théorique) sont multipliés par le nombre des hommes individuels... L'intellect matériel est unique pour tous les hommes et... l'espèce humaine est éternelle"[12]
- 2) l'intellect agent, "moteur extrinsèque", qui engendre les formes intelligibles, les pensées universelles. "De même que la lumière est la perfection du diaphane, de même l'intellect agent est la perfection du matériel... Cet intellect ne reçoit pas les intelligibles qui sont ici-bas sinon en tant qu'il est parfait par cet intellect et qu'il est illuminé par lui-même... L'intellect agent fait passer à l'acte les 'intentions' intelligibles en puissance pour que l'intellect matériel les reçoive. Voilà comment il faut entendre ce que sont l'intellect matériel et l'intellect agent" p. 79-80) ;
- 3) l'intellect passible (ou patient), qui est mélangé à la matière, corruptible, et qui est la faculté imaginative. "Est appelée 'intellect' au sens large, en langue grecque, la 'faculté imaginative'... Aristote dit aussi clairement dans ce livre que le rapport de la faculté rationnelle de distinction aux 'intentions' des formes imaginées est le même que celui des sens aux sensibles. C'est pourquoi, selon lui, l'âme ne conçoit rien sans l'imagination."

L'intellect, de nature supérieure, ne peut être uni à un sujet corporel, il est séparé. Intellect matériel et intellect agent, cependant, sont un. L'intellect passif ou potentiel est, lui aussi, unique, le même chez tous les sujets humains : thèse d'Averroès ou de l'averroïsme latin (Siger de Brabant) ? La majorité des commentateurs estiment qu'Averroès refuse l'unité et de l'unicité de l'intellect pour tous les humains : il admet l'immortalité individuelle de l'âme humaine, même dans l'intellect matériel ; pourtant, selon B. C. Bazan, le Grand Commentaire du 'De anima' d'Aristote par Averroès soutient le monopsychisme, la théorie d'un seul psychisme pour les hommes (Bazan, "Le Commentaire de saint Thomas d'Aquin sur le 'Traité de l'âme'", Revue des sciences philosophiques et théologiques, 69, 1985, p. 521-547.
Albert le Grand, dans la Summa de creaturis (vers 1240), soutient que l'intellect agent est personnel.
Selon Thomas d'Aquin, les fonctions de l’intellect agent sont au nombre de cinq : illustrer les fantasmes, abstraire l'espèce, rendre les intelligibles en acte, donner l'évidence des principes premiers, conforter l'intellect possible. L'intellect est un élément personnel propre à l'âme de chaque individu. Aristote croit à l'immortalité personnelle.
Pour Walter Burley, dans son « Commentarium in Aristotelis De Anima L. III », la théorie de l’unicité de l’intellect agent entraînerait l’éternité de l’intellect spéculatif qui serait alors inengendré et incorruptible ; l’intellect agent serait une substance séparée, une puissance pure et dénué de toute forme en soi, sans aucune distinction avec la matière première.

## Premier problème: quelle définition?
L'âme contient l'intellect qui contient l'intellect agent. L'âme est la forme du corps. L'intellect est la faculté de connaître l'intelligible (le pensable), c'est "la partie de l'âme par laquelle l'âme connaît et comprend" (De l'âme, III, 4).

## Deuxième problème: en quoi est-il "séparé"?
Aristote écrit : "Cette intelligence est séparée, sans mélange et impassible, puisqu'elle est substantiellement activité" (De l'âme, III, 5, 430 a 15). L'intellect agent est séparé, impassible, sans mélange, comme toute la faculté intellective.
Deux thèses s'opposent : celle d'Alexandre d'Aphrodise et celle de Thomas d'Aquin. Selon Alexandre d'Aphrodise l'intellect agent est "venu de l'extérieur", au sens strict : "loin d'être une partie de notre âme ou une de ses facultés, il arrive en nous de l'extérieur" (De l'intellect, 108). Selon Thomas d'Aquin, l'intellect agent est une faculté de l'âme qui est l'acte d'un corps (De l'unité de l'intellect contre les averroïstes, I, § 14) ; "séparée" veut dire que l'âme transcende la matière corporelle. Selon Averroès, l'intellect agent est supérieur, antérieur et extérieur, car il est immortel.

## Troisième problème: est-il immortel?
L'âme tout entière n'est pas immortelle (Métaphysique, Lambda, 3, 1070 a 24). L'intellect agent, seul dans la faculté intellective, est immortel (athanaton) et éternel (aidion) (De l'âme, 430 a 23). Aristote : "une fois séparée elle se réduit à son essence, et il n'y a que cela d'immortel et d'éternel" (430 a 20). "Cela" désigne-t-il l'intelligence divine transcendante ou l'intelligence humaine individuelle ?

## Quatrième problème: est-il Dieu?
Divers commentateurs identifient intellect agent et Dieu : Alexandre d'Aphrodise (De l'intellect, 89, 17), Zabarella (De rebus naturalibus), Renan, Zeller. Selon Alexandre d'Aphrodise, l'intellect agent est "Dieu pensant en nous", car c'est, selon Aristote, "le premier intelligible." Pour Averroès, l'intellect agent est une sorte de raison divine immanente dans l'âme, une pensée commune à l'humanité entière.
Au Moyen Âge, Dominique Gonzalès, Roger Bacon, Jean Peckham, Roger Marston, partisans de l'illumination selon saint Augustin, attribuent à Dieu le rôle de l'intellect agent (Jacques Chevalier, Histoire de la pensée, t. I, p. 696).
Thomas d'Aquin s'oppose à ces interprétations.

## Cinquième problème: a-t-il un statut impersonnel?
Richard Bodéüs : « Aristote l'a signalé souvent : 'Ce n'est pas l'âme qui apprend ou réfléchit, mais l'homme par son âme' (408 b 14-15). L'intelligence en acte qui coïncide avec une forme intelligible immuable est, elle-même, soustraite à toute espèce de devenir et présente la même éternité que son objet. Pour Aristote, il semble que l'acte de l'intelligence soit, en ce sens, impersonnel, général et commun à tout ce qui pense ; ce qui est personnel, c'est la participation de l'individu à cet acte ; chaque homme pense par le même acte. » (note à sa trad. p. 230)
Averroès tient l'intellect sous ses deux formes (patient, agent) pour impersonnel. L'intellect serait commun à l'humanité entière. Ce que récuse Thomas d'Aquin dans le De Unitate Intellectus.

### Textes classiques par ordre chronologique
- Aristote (384-322 av. J.-C.), De l'âme, III, 5, trad. et présentation Richard Bodéüs, Garnier-Flammarion, 1993 ; De la génération des animaux, II, 3, trad., Vrin.
- Théophraste (372-288 av. J.-C.) : œuvres (en grec) in Theophrastus, Leyde, t. II, 1992.
- Alexandre d'Aphrodise (vers 150 - vers 215), De l'intellect (vers 200), trad. an. : F. M. Schroeder et R. B. Todd, Two Greek Aristotelian Commentators on the Intellect, Toronto, Pontifical Institute, 1990, p. 46-58 ; ou De intellectu (grec et traduction française), in P. Moraux Alexandre d'Aphrodise, Liège, Droz, 1942, p. 185-194.
- Thémistius (317-388), De anima paraphrasis, traduction anglaise R. B. Todd : Themistius. On Aristotle 'On the Soul' , Londres, Duckworth, 1996.
- saint Augustin, De magistro (389), chap. 11 ; La Cité de Dieu, VIII.7-10, XI.27.
- al-Kindî (801-873 ?), Traité de l'intellect, trad. partielle J. Jolivet, L'intellect selon Kindi, Leyde, Brill, 1971.
- Avicenne, De l'âme (Kitâb al-nafs, 6° traité de la Physique du Livre de la guérison Kitâb al-Shifâ) (1020-1027), trad. I. Bakôs, Psychologie d'Ibn Sînâ (Avicenne) d'après son œuvre Ash-Shifâ, Prague, 1956, 2 t.
- Averroès (1126-1198), Discours décisif sur l'accord de la religion et de la philosophie (1179), trad. M. Geoffroy, Garnier-Flammarion, 1996
- Averroès, Commentaire moyen du 'De anima' d'Aristote (1181), trad. in Munk, Mélanges de philosophie juive et arabe, rééd. Vrin, 1998.
- Averroès, Grand commentaire du 'De anima' d'Aristote, livre III (429a10 – 435b25) (1186), traduction, introduction et notes par Alain de Libera, Paris, Garnier-Flammarion, no 974, 1998 : L'intelligence et la pensée. Grand commentaire du 'De anima' III .
- Averroès, Épitomé du traité de l'âme, traduction espagnole, Madrid, 1996.
- Thomas d'Aquin (1125-1274), Sentencia libri 'De anima'  (1268), traduction anglaise : Aristotle's 'De anima' with the Commentary of St. Thomas Aquinas, New Haven, 1951.
- Walter Burley, Commentarium in Aristotelis De Anima L.III Édition Critique de Mario Tonelotto : critique textuelle à partir de 4 manuscrits en paléographie médiévale (transcription interactive)
- Siger de Brabant, Questiones in tertium 'De anima'  (1269-1270), édition par B. Bazan : Siger de Brabant. Quaestiones in tertium De anima, De anima intellectiva, De aeternitate mundi, Louvain et Paris, 1972.
- Thomas d'Aquin, De unitate intellectus contra Averroistas (De l'unité de l'intellect contre les averroïstes) (à Paris, 1270). Trad. fr. par Alain de Libera : L'unité de l'intellect, Vrin, 2004.
- Étienne Tempier, évêque de Paris, condamnation de 13 propositions philosophiques ou théologiques, le 10 décembre 1270, amplifiée en 1277 : La condamnation parisienne de 1277, édition du texte latin et trad. David Piché, Vrin, 2002. Condamnation de l'unicité de l'âme intellective pour tous les hommes (monopsychisme).
- Siger de Brabant, De anima intellectiva (1273-1274), édition par B. Bazan : Siger de Brabant. Quaestiones in tertium De anima, De anima intellectiva, De aeternitate mundi, Louvain et Paris, 1972. Concède à Thomas d'Aquin que l'intellect est lié au corps.
- Zabarella, De rebus naturalibus (Padoue, 1583), "De mente agente", chap. 12-13 ; Commentaria in tres Aristotelis libros 'De anima' , Venise, 1605.
- Leibniz, Considérations sur la doctrine d'un esprit universel unique (1702), in Die Philosophischen Schriften, C.I. Gerhardt (édit), t. 6, p. 529-538, Berlin, Weidman, 1875.
- Renan (1823-1892), Averroës et l’averroïsme (1852), partie I, chap. 2.

### Études modernes
- Gonçalo de Mattos, « L'intellect agent personnel dans les premiers écrits d'Albert le Grand et de Thomas d'Aquin », Revue néoscolastique de philosophie, vol. 43, no 66,‎ 1940, p. 145-161 (lire en ligne)
- Edmond Barbotin, La Théorie aristotélicienne de l'intellect d'après Théophraste, Publications Universitaires de Louvain, 1954, 312 p.
- M. de Corte, La Doctrine de l'intelligence chez Aristote, 1934.|
- Herbert A. Davidson, "Al Fârâbî and Avicenna on the Active Intellect", in Viator, 3 (1972), p. 109-178 ; Alfarabi, Avicenna and Averroes on Intellect: Their Cosmologies, Theories of the Active Intellect, and Theories of the Human Intellect, New York, Oxford University Press, 1992, 384 p.
- Octave Hamelin, La Théorie de l'intellect d'après Aristote et ses commentateurs, 1953, rééd. Vrin 1981.
- J. Jolivet, L'Intellect selon Kindi, Leyde, Brill, 1971.
- Hayoun et Libera, Averroès et l'averroïsme, PUF, coll. "Que sais-je ?", 1991, p. 19-42, 75-109.
- Augustin Mansion, « L'Immortalité de l'âme et de l'intellect d’après Aristote », Revue philosophique de Louvain, vol. 51, no 31,‎ 1953, p. 444-472 (lire en ligne).
- P. Papadis, « L'intellect intelligent selon Alexandre d'Aphrodise », Revue de philosophie ancienne, IX (1991), 2, p. 132-151.
- William David Ross, Aristotle's Metaphysics, Oxford, 1924, p. CXLIII ss.